# السمنة في المملكة المتحدة

السمنة في المملكة المتحدة

تُعتبر السمنة أو البدانة في المملكة المتحدة من الشواغل الصحية المعاصرة الهامة، حيث ذكرت السلطات أنها واحدة من الأسباب الرئيسية للوفاة التي يمكن الوقاية منها. في فبراير 2016، وصف وزير الصحة السابق جيريمي هنت ارتفاع معدلات السمنة لدى الأطفال باعتبارها «حالة طوارئ وطنية».
أشارت البيانات المنشورة كجزء من دراسة منظمة الصحة العالمية في عام 2018 إلى أن 28.1 ٪ من البالغين في المملكة المتحدة اكتُشف سريريًا أن لديهم سمنة مع مؤشر كتلة الجسم (بي إم آي) أكبر من 30. في عام 2014، صُنّف 62٪ من البالغين في إنجلترا على أنهم يعانون من زيادة الوزن أو السمنة (مؤشر كتلة الجسم يبلغ 25 وما فوق)، مقارنةً بـ 53٪ قبل 20 عامًا. أكثر من ثلثي الرجال وحوالي 6 من كل 10 نساء يعانون من زيادة الوزن أو السمنة.
توقع الخبراء أنه بحلول عام 2020، سيكون ثلث سكان المملكة المتحدة يعانون من السمنة المفرطة. يمثل ارتفاع مستويات السمنة تحديًا كبيرًا للصحة العامة. ومن المتوقع أن يكون هناك 11 مليون شخص بالغ بدين في المملكة المتحدة بحلول عام 2030، ما يؤدي إلى زيادة 668000 حالة إصابة أخرى بمرض السكري، و461000 حالة إصابة بأمراض القلب والسكتة الدماغية، و130000 حالة إصابة بالسرطان، مع التكاليف الطبية المرتبطة التي من المقرر أن تزيد بمقدار 1.9 إلى 2.0 جنيه إسترليني سنويًا بحلول عام 2030. تضاعفت معدلات السمنة لدى البالغين إلى أربعة أمثالها تقريباً في السنوات الخمس والعشرين الماضية.
بالنسبة إلى الأطفال، أظهرت البيانات الواردة من الدراسة الاستقصائية الصحية لإنجلترا (إتش إس إي) التي أُجريت في عام 2014، فُحصَت فيها أنماط زيادة الوزن والسمنة بين الأطفال الذين تتراوح أعمارهم بين 2 و15 عامًا، أن 17% من الأطفال يعانون من السمنة المفرطة و14% إضافية من الأطفال يعانون من زيادة الوزن.
من خلال الجمع بين ثلاث سنوات من البيانات (2012 و2013 و2014) حددت هيئة الصحة العامة في إنجلترا بارنسلي، جنوب يوركشير باعتبارها المدينة ذات أعلى معدلات الإصابة بالسمنة بين البالغين (مؤشر كتلة الجسم أكبر من 30) مع 35,1%. كشفت بيانات الدراسة نفسها أن دونكاستر، جنوب يوركشير كانت هي المدينة ذات الوزن الزائد الإجمالي مع نسبة 74.8 ٪ من البالغين (16 عامًا وأكثر) مع مؤشر كتلة الجسم أكبر من 25. في دراسات سابقة في الصحة العامة في إنكلترا تستند إلى بيانات 2012، اعتُبرت تاموورث في ستافوردشاير المدينة الأكثر بدانة في إنجلترا بمعدل السمنة 30.7 ٪.

## الأسباب
تتعدد الأسباب المذكورة لتزايد معدلات السمنة في المملكة المتحدة متعددة وغالبًا ما تكون درجة تأثير أي عامل مصدرًا للمناقشة. على المستوى الفردي، يُعتقد أن الجمع بين الإفراط في استهلاك الطاقة الغذائية ونقص النشاط البدني يفسر معظم حالات السمنة. يُشار إلى انخفاض مستويات النشاط البدني بسبب زيادة استخدام السيارات الخاصة، والعمالة المرتبطة بالمكتب، وانخفاض مهارات الطهي في المنزل، وتوافر الأطعمة السريعة الجاهزة التي تحتوي على نسب عالية من السكر والملح والدهون المشبعة، باعتبارها عوامل مساهمة مختلفة.

### أنماط استهلاك الأغذية خارج المنزل
أثّر اهتمام وسائل الإعلام المولى إلى الطهاة البريطانيين المشهورين مثل غوردون رامزي وهيستون بلومنتال وماركو بيير وايت وغيرهم من لديهم برامج تلفزيونية وكتب، التي شجعت بدورها على تناول الوجبات المنزلية، بشكل محدود على المدى القصير مقارنةً بنمو سلاسل الوجبات السريعة مثل ماكدونالدز وبرجر كنج.
مع ذلك، استمرت منافذ الوجبات السريعة الأخرى والمخابز وسلسلة المقاهي التي تقدم المشروبات الساخنة مع مستويات سكر أكثر من ثلاثة أضعاف الحد اليومي الموصى به، وساهمت في التوسع السريع. أشارت دراسة أجرتها جامعة كامبريدج عام 2015، إلى ارتفاع العدد الإجمالي لمطاعم الوجبات الجاهزة بما في ذلك الدجاج المقلي والسمك والبطاطا والبيتزا والكباب ومحلات الوجبات الجاهزة الهندية والصينية، بنسبة 45 ٪ على مدى السنوات الــ 18 السابقة.
تشير البيانات الحكومية إلى ارتفاع استهلاك عدد الوجبات السريعة في المملكة المتحدة بنسبة 7.0 ٪ بين عامي 2011 و 2014. وبالمثل، فإن الفشار، على الرغم من كونه وجبة خفيفة صحية في حد ذاته، يصبح وجبة خفيفة ذات السعرات الحرارية العالية مرةً واحدة مع إضافة الزبدة والعديد من النكهات المختلفة التي تقدمها المسارح. على سبيل المثال، يحتوي كوب الفشار الحلو الكبير في سينوورد (وهي سلسلة دور للسينما) على 1180 سعرة حرارية.
زادت شعبية الوجبات الخفيفة المصنوعة بالمايكرويف بشكل كبير على مدار 5 سنوات حتى عام 2016، مع زيادة المبيعات الإجمالية بنسبة 169 ٪.
صرّح البروفيسور جيمي بيل، اختصاصي السمنة في جامعة إمبريال كوليدج في لندن، أنه على عكس الاعتقاد السائد، لم يصبح شعب المملكة المتحدة جشعًا أو أقل نشاطًا في السنوات الأخيرة.
لكن أحد الأشياء التي تغيرت هو الطعام الذي يتناوله، وبشكل أكثر تحديداً، كمية السكر التي يتناولها. «إننا نتعرض للقصف كل يوم من قبل صناعة المواد الغذائية لاستهلاك المزيد والمزيد من الطعام. إنها حرب بين أجسادنا وحاجة جسمنا للطعام، وإمكانية الوصول التي يوفرها لنا المجتمع الحديث بالطعام».

## التأثيرات الجانبية
تزيد زيادة الوزن أو السمنة من خطر الإصابة بالأمراض، مثل السكري من النوع الثاني وارتفاع ضغط الدم وأمراض القلب والسكتة الدماغية، وكذلك بعض أشكال السرطان. وفي المملكة المتحدة، تبين أن البدانة ومؤشر كتلة الجسم (بي إم آي) الذي يتراوح بين 30 إلى 35، من شأنه أن يقلل متوسط العمر المتوقع بنحو ثلاث سنوات، في حين خفَّض مؤشر كتلة الجسم أكثر من 40، العمر الافتراضي من 8 إلى 10 سنوات.
وفقًا لتقرير نشرته لجنة العموم الصحي المختار في نوفمبر 2015، يكلّف علاج الحالات الطبية المرتبطة بالسمنة هيئة الخدمات الصحية الوطنية (إن إتش إس) مليارات من الجنيه الإسترليني سنويًا، وتكلفة أوسع للاقتصاد تبلغ 27 مليار جنيه إسترليني.
قدرت دراسة نشرها باحثان من «ماكنزي» في العام نفسه تكاليف اقتصاد المملكة المتحدة بمبلغ 6 مليارات جنيه إسترليني (9.6 مليار دولار) سنويًا في التكاليف الطبية المباشرة للحالات المرتبطة بزيادة الوزن أو السمنة و 10 مليارات جنيه إسترليني أخرى بمثابة تكاليف علاج مرضى السكري. تعادل تكلفة السمنة وعلاج مرض السكري في هيئة الخدمات الصحية الوطنية، تقريبًا ميزانية المملكة المتحدة مجتمعة لخدمات الشرطة والإطفاء والمحاكم القانونية والسجون؛ يُقدر 40 في المئة من إجمالي الإنفاق على التعليم؛ وحوالي 35 في المئة من ميزانية الدفاع في البلاد.
تأثرت نوعية الحيوانات المنوية للبريطانيين سلبًا بسبب السمنة.

### مسائل تنفيذية
غالبًا ما يتعين على رجال الإطفاء نقل المصابين بالسمنة لأنهم يفوقون قدرة خدمة الإسعاف. من يناير 2013 إلى مايو 2015، حضر 5565 من رجال الإطفاء للقيام بحوالي 1866 من «عمليات إنقاذ المصابين بالبدانة» في المملكة المتحدة. لا تتمتع خدمة الصحة الوطنية إلا بقدرة محدودة على فحص الأشخاص الذين يعانون من السمنة المفرطة، ما يعني أنه في كثير من الأحيان يتعين إرسال مرضى السمنة إلى المستشفيات البعيدة لإجراء الفحوصات اللازمة لهم.
قامت المستشفيات في اسكتلندا بتركيب 41 ثلاجة موتى كبيرة الحجم بين عامي 2013 و 2018 للتعامل مع الجثث الكبيرة.